# Escut de Moià
L'escut oficial de Moià és el símbol municipals d'aquest municipi i és descrit mitjançant el següent blasonament:
Escut caironat quarterat: 1r i 4t d'argent, una creu plena de gules, 2n i 3r d'or, quatre pals de gules; l'escussó caironat d'atzur amb un besant d'argent amb una creu plena i patent de sable cantonada als cantons 1 i 4 de tres rodelles de sable, i als cantons 2 i 3, d'un anellet de sable. Per timbre, una corona de vila.

## Disseny
La composició de l'escut està formada sobre un fons en forma de quadrat recolzat sobre un dels seus vèrtexs, anomenat escut caironat, segons la configuració difosa a Catalunya i d'altres indrets de l'antiga Corona d'Aragó i adoptada per l'administració a les seves especificacions per al disseny oficial dels municipis dels ens locals. És un escut partit en quatre parts, el primer i el quart quarter són de color blanc o gris clar (argent) amb una creu vermella (gules), i el segon i tercer quarter són de color groc (or) amb quatre pals de color vermell (gules). Al centre, l'escut conté un escussó de color blau (atzur) amb un besant de color blanc o gris clar (argent) que té una creu plena i patent de color negra (sable) que té, als costats 1 i 4 tres rodelles de color negre (sable) i als cantons 2 i 3, un anellet de color negre (sable).
L'escut està acompanyat a la part superior d'un timbre en forma de corona mural, que és l'adoptada pel Departament de Governació d'Administracions Locals de la Generalitat de Catalunya per timbrar genèricament els escuts dels municipis. En aquest cas, es tracta d'una corona mural de vila, que bàsicament és un llenç de muralla groc (or) amb portes i finestres de color negre (tancat de sable), amb vuit torres merletades, de les quals se'n veuen cinc.

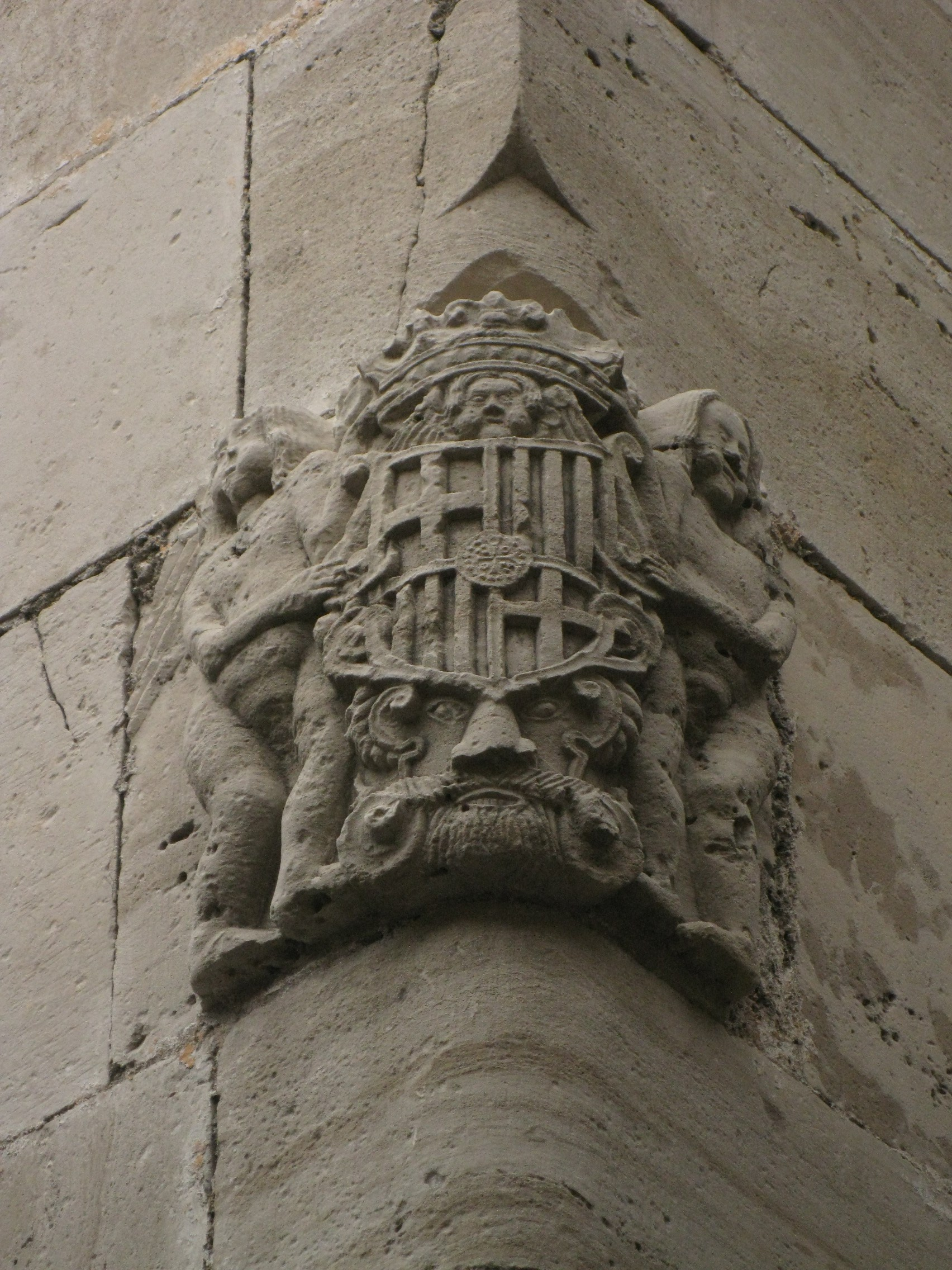
Escut tradiicional de Moià darrere l'església de Santa Maria

## Història
L'Ajuntament va acordar en ple iniciar l'expedient d'adopció de l'escut el dia 21 de setembre de 2016. Després dels tràmits reglamentaris, l'escut es va aprovar el 19 de setembre de 2017 i fou publicat al DOGC número 7.463 del 28 de setembre del mateix any.
L'escut és una adaptació del tradicional a la normativa, mantenint la creu i les quatre barres de l'escut de Barcelona, que recorden que Moià havia estat carrer de Barcelona, i un escussó caironat que conté un croat, recordant que la vila es va redimir del domini feudal dels Planella amb els seus propis diners.